# Cultura de Tonga

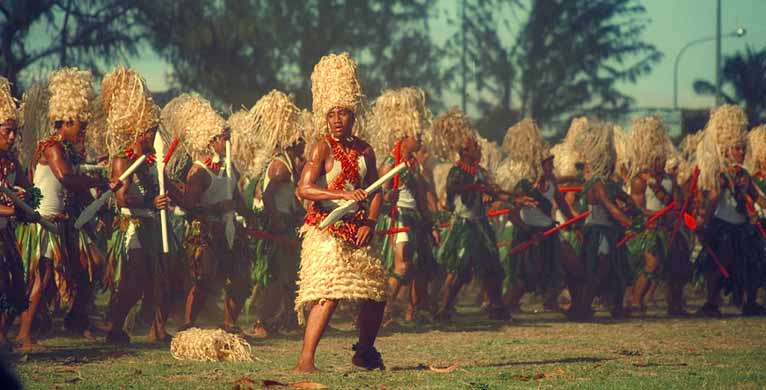
Estudiantes de Tonga bailando la danza kailao.

La cultura de Tonga se ha desarrollado a partir de su inmersión en los archipiélagos del Pacífico y el frecuente intercambio de nativos que en él se dio. El archipiélago de Tonga ha estado habitado desde hace unos 3000 años, por lo menos desde que se produjeron los asentamientos en la época de los Lapita. Seguramente la cultura de sus habitantes ha cambiado en gran medida durante este extenso período de tiempo. Antes de la llegada de los exploradores europeos a finales del siglo XVII y comienzos del siglo XVIII, los tongos estaban en contacto frecuente con sus vecinos de Oceanía, Fiyi y Samoa. 
En el siglo XIX, con el arribo de comerciantes occidentales y misioneros, la cultura de Tonga cambió en forma dramática. Algunas antiguas creencias y hábitos fueron dejados de lado y otros fueron adoptados. Algunos ajustes realizados durante el siglo XIX y comienzos del XX son puestos a prueba por una civilización occidental que se encuentra en constante cambio. Por lo tanto la cultura de Tonga se encuentra lejos de ser algo monolítico o uniforme, y los mismos habitantes de Tonga pueden tener opiniones muy distintas sobre que es lo que son elementos representativos de la cultura de Tonga.
Los habitantes contemporáneos de Tonga a menudo poseen fuertes lazos con territorios extranjeros. Es posible que hayan sido trabajadores inmigrantes en Nueva Zelanda, o hayan vivido y viajado por Nueva Zelanda, Australia, o los Estados Unidos. Numerosos nativos de Tonga actualmente viven en el extranjero, en una diáspora, y envían dinero para apoyar a sus familiares (a menudo ancianos) que prefieren permanecer en Tonga. Los nativos a Tonga a menudo se comportan de acuerdo a dos contextos diferentes, los cuales denominan anga fakatonga, el modo tradicional de Tonga, y anga fakapālangi, el modo occidental. Alguien conocedor de la cultura de Tonga conoce ambos grupos de comportamiento y cuando es apropiado utilizar cada uno.